# Драговити
Драговити (другувити, драговичи) са славянско племе. Те се заселват на Балканския полуостров в началото на VII век. Обитават земите на запад от Солун. Образуват военно-племенен съюз с други славянски племена начело с Хацон. Включени са в пределите на България през IX век.